# Pterygota alata
Espèce
Classification phylogénétique
Pterygota alata est une espèce d'arbre de la famille des Sterculiaceae, ou des Malvaceae selon la classification phylogénétique, sous-famille des Sterculoideae.
Il est originaire des régions tropicales de l'Asie. Il est commun dans le sous-continent indien et est planté le long des rues comme arbre d'alignement. Les fruits sont des follicules contenant quelques graines ailées, qui sont comestibles cuites.
Son fruit est appelé Buddha's coconut en anglais, soit littéralement « noix de Bouddha » ou « noix de coco de Bouddha ».
Noms vernaculaires : Buddha's coconut (anglais), letkok, pahari, tula, buddha-narikella, talbe maratattele, anathondi, anaithondi, kodathani, poola, porla, pothondi, aneithondi, aneittondi, kithondi, narikel (langues de l'Inde).

## Synonyme
- Sterculia alata Roxb.